# Kriget mellan Sparta och Aten

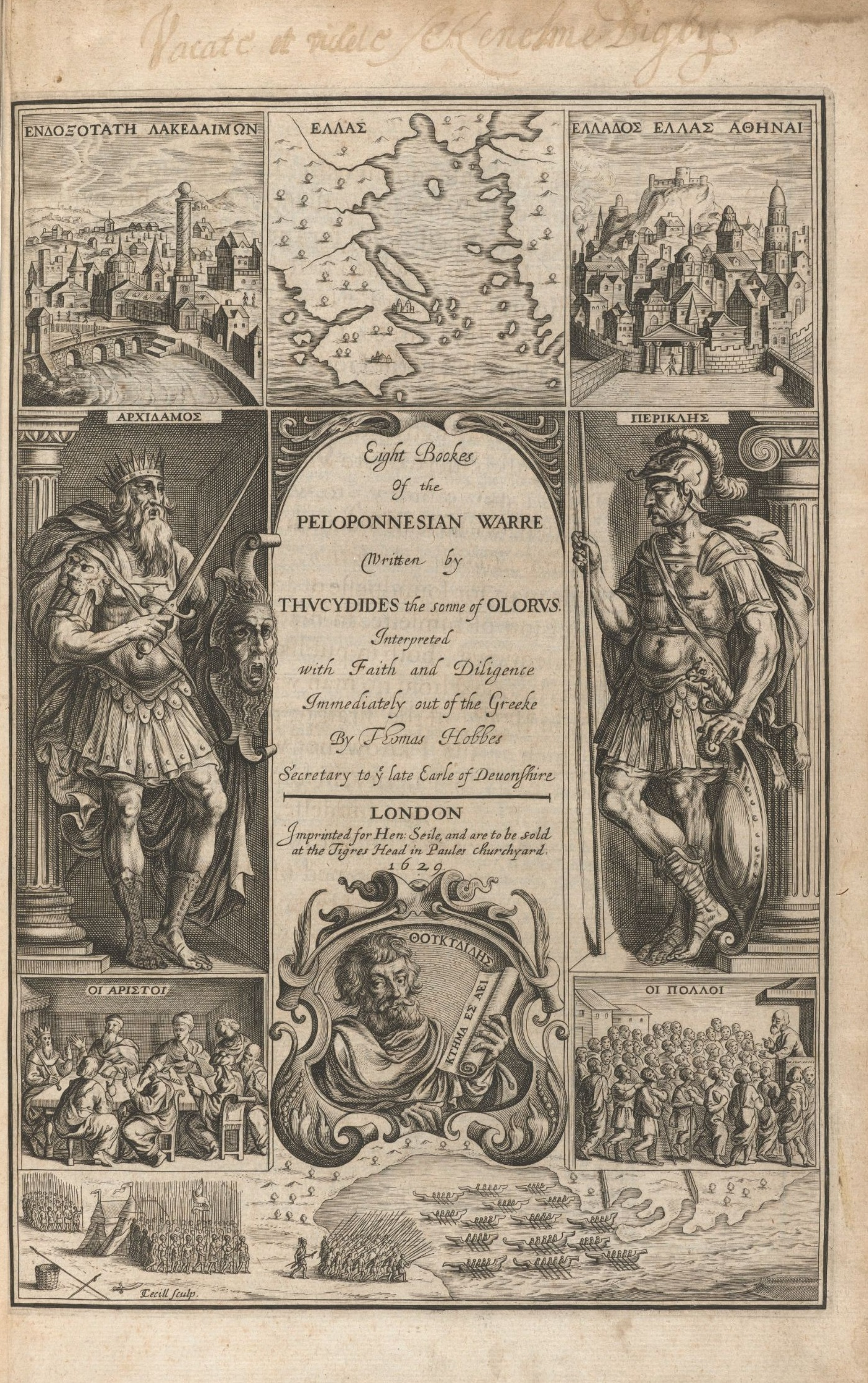
Upplaga av Åtta böcker om Peloponnesiska kriget, översatt av Thomas Hobbes och publicerad i London 1629

Kriget mellan Sparta och Aten, eller Historia om det peloponnesiska kriget (klassisk grekiska: Ἱστορίαι), är ett historieverk i åtta böcker, som skrevs av den atenske generalen och historikern Thukydides på 400-talet före Kristus och som behandlar peloponnesiska kriget och dess orsaker. 
Kriget mellan spartanerna och atenarna är Thukydides enda kända verk. Det behandlar det 27-åriga kriget mellan Aten med dess bundsförvanter och Sparta med dess allierade, som började 431 före Kristus. Thukydides började skriva verket ett tag efter krigets utbrott och avslutade det mot slutet av krigets tjugoförsta år. Det är inte klart varför, en orsak kan ha varit att han dog.
Till skillnad från sina föregångare Herodotos, som brukar kallas historievetenskapens fader, och Hellanikos, tog Thukydides inte med ryktesspridning och hänvisningar till myter och gudar i sitt historievetenskapliga arbete, utan använde skrivna dokument och intervjuer med vittnen och inblandade. Han framstår därför som den förste historiker med objektivitet som målsättning. Genom att iakttaga historisk kausalitet, skapade han det första vetenskapliga förhållningssättet till historieberättandet.
Thukydides behandlar i sitt verk också orsakerna till kriget. Han beskriver hur hybris, fruktan och ära riskerar att dra in stater i krig om hegemoni, och under ett krig känslor av det slaget rör till bedömningarna vid möjliga tillfällen att uppnå fred. Den grundläggande bakgrundsfaktorn var Thukydides att det pågick en strukturell förändring av maktbalansen mellan hegemonen Sparta och uppstickaren Aten. Thukydides identifierade två huvudsakliga drivkrafter till händelseutvecklingen: å ena sidan den aspirerande maktens växande rättighetsanspråk, dess uppfattning av sin betydelse och dess krav på mer att säga till om och större handlingsutrymme, å andra sidan den dominerande maktens fruktan, dess känsla av osäkerhet och dess beslutsamhet att försvara status quo. Detta säkerhetspolitiska fenomen har senare givits namnet "Thukydidesfällan".

## Svensk översättning
- Kriget mellan Sparta och Athen, översättning av Sture Linnér, Forum, Stockholm 1978, ISBN 91-37-06704-4 (pocketutgåva 2006)